# Gran Premi de Qatar del 2021
El Gran Premi de Qatar de Fórmula 1, vintena cursa de la temporada 2021, serà disputat al Circuit Internacional de Losail, a Lusail entre els dies 19 a 21 de novembre del 2021.

## Qualificació
La qualificació es va celebrar el dia 20 de novembre.
| Pos                 | No | Pilot              | Constructor           | Part 1   | Part 2   | Part 3   | Sortida |
| ------------------- | -- | ------------------ | --------------------- | -------- | -------- | -------- | ------- |
| 1                   | 44 | Lewis Hamilton     | Mercedes              | 1:21.901 | 1:21.682 | 1:20.827 | 1       |
| 2                   | 33 | Max Verstappen     | Red Bull-Honda        | 1:21.996 | 1:21.984 | 1:21.282 | 71      |
| 3                   | 77 | Valtteri Bottas    | Mercedes              | 1:22.016 | 1:21.991 | 1:21.478 | 62      |
| 4                   | 10 | Pierre Gasly       | AlphaTauri-Honda      | 1:22.535 | 1:21.728 | 1:21.640 | 2       |
| 5                   | 14 | Fernando Alonso    | Alpine-Renault        | 1:22.422 | 1:21.894 | 1:21.670 | 3       |
| 6                   | 4  | Lando Norris       | McLaren-Mercedes      | 1:22.839 | 1:22.216 | 1:21.731 | 4       |
| 7                   | 55 | Carlos Sainz Jr.   | Ferrari               | 1:22.304 | 1:22.241 | 1:21.840 | 5       |
| 8                   | 22 | Yuki Tsunoda       | AlphaTauri-Honda      | 1:22.458 | 1:22.058 | 1:21.881 | 8       |
| 9                   | 31 | Esteban Ocon       | Alpine-Renault        | 1:22.565 | 1:22.012 | 1:22.028 | 9       |
| 10                  | 5  | Sebastian Vettel   | Aston Martin-Mercedes | 1:22.549 | 1:22.146 | 1:22.785 | 10      |
| 11                  | 11 | Sergio Pérez       | Red Bull-Honda        | 1:22.398 | 1:22.346 |          | 11      |
| 12                  | 18 | Lance Stroll       | Aston Martin-Mercedes | 1:22.551 | 1:22.460 |          | 12      |
| 13                  | 16 | Charles Leclerc    | Ferrari               | 1:22.742 | 1:22.463 |          | 13      |
| 14                  | 3  | Daniel Ricciardo   | McLaren-Mercedes      | 1:22.688 | 1:22.597 |          | 14      |
| 15                  | 63 | George Russell     | Williams-Mercedes     | 1:22.863 | 1:22.756 |          | 15      |
| 16                  | 7  | Kimi Räikkönen     | Alfa Romeo-Ferrari    | 1:23.156 |          |          | 16      |
| 17                  | 6  | Nicholas Latifi    | Williams-Mercedes     | 1:23.213 |          |          | 17      |
| 18                  | 99 | Antonio Giovinazzi | Alfa Romeo-Ferrari    | 1:23.262 |          |          | 18      |
| 19                  | 47 | Mick Schumacher    | Haas-Ferrari          | 1:23.407 |          |          | 19      |
| 20                  | 9  | Nikita Mazepin     | Haas-Ferrari          | 1:25.859 |          |          | 20      |
| 107% Temps:1:27.634 |    |                    |                       |          |          |          |         |
| Font:               |    |                    |                       |          |          |          |         |

Notes
- ^1  – Max Verstappen va ser penalitzat amb cinc posicions per ignorar dues banderes grogues al Q3.[3]
- ^2  – Valtteri Bottas va ser penalitzat amb tres posicions per ignorar una bandera groga al Q3[3]

## Resultats de la cursa
La cursa es va celebrar el dia 21 de novembre.
| Pos                                                                       | No | Pilot              | Constructor           | Voltes | Temps / Retirada | Pos.Sortida | Punts |
| ------------------------------------------------------------------------- | -- | ------------------ | --------------------- | ------ | ---------------- | ----------- | ----- |
| 1                                                                         | 44 | Lewis Hamilton     | Mercedes              | 57     | 1:24:28.471      | 1           | 25    |
| 2                                                                         | 33 | Max Verstappen     | Red Bull-Honda        | 57     | +25.743          | 7           | 191   |
| 3                                                                         | 14 | Fernando Alonso    | Alpine-Renault        | 57     | +59.457          | 3           | 15    |
| 4                                                                         | 11 | Sergio Pérez       | Red Bull-Honda        | 57     | +1:02.306        | 11          | 12    |
| 5                                                                         | 31 | Esteban Ocon       | Alpine-Renault        | 57     | +1:20.570        | 9           | 10    |
| 6                                                                         | 18 | Lance Stroll       | Aston Martin-Mercedes | 57     | +1:21.274        | 12          | 8     |
| 7                                                                         | 55 | Carlos Sainz Jr.   | Ferrari               | 57     | +1:21.911        | 5           | 6     |
| 8                                                                         | 16 | Charles Leclerc    | Ferrari               | 57     | +1:23.126        | 13          | 4     |
| 9                                                                         | 4  | Lando Norris       | McLaren-Mercedes      | 56     | +1 volta         | 4           | 2     |
| 10                                                                        | 5  | Sebastian Vettel   | Aston Martin-Mercedes | 56     | +1 volta         | 10          | 1     |
| 11                                                                        | 10 | Pierre Gasly       | AlphaTauri-Honda      | 56     | +1 volta         | 2           |       |
| 12                                                                        | 3  | Daniel Ricciardo   | McLaren-Mercedes      | 56     | +1 volta         | 14          |       |
| 13                                                                        | 22 | Yuki Tsunoda       | AlphaTauri-Honda      | 56     | +1 volta         | 8           |       |
| 14                                                                        | 7  | Kimi Räikkönen     | Alfa Romeo-Ferrari    | 56     | +1 volta         | 16          |       |
| 15                                                                        | 99 | Antonio Giovinazzi | Alfa Romeo-Ferrari    | 56     | +1 volta         | 18          |       |
| 16                                                                        | 47 | Mick Schumacher    | Haas-Ferrari          | 56     | +1 volta         | 19          |       |
| 17                                                                        | 63 | George Russell     | Williams-Mercedes     | 55     | +2 voltes        | 15          |       |
| 18                                                                        | 9  | Nikita Mazepin     | Haas-Ferrari          | 55     | +2 voltes        | 20          |       |
| 19                                                                        | 6  | Nicholas Latifi    | Williams-Mercedes     | 51     | Neumàtics        | 17          |       |
| 20                                                                        | 77 | Valtteri Bottas    | Mercedes              | 49     | Neumàtics        | 6           |       |
| Volta ràpida: — Max Verstappen (Red Bull-Honda) – 1:23.196 (en el lap 57) |    |                    |                       |        |                  |             |       |
| Font:                                                                     |    |                    |                       |        |                  |             |       |

Notes
- ^1  – Inclòs 1 punt extra per la volta ràpida.

## Classificació després de la cursa
| Pos. | Pilot           | Punts | Canvis |
| ---- | --------------- | ----- | ------ |
| 1    | Max Verstappen  | 351.5 | =      |
| 2    | Lewis Hamilton  | 343.5 | =      |
| 3    | Valtteri Bottas | 203   | =      |
| 4    | Sergio Pérez    | 190   | =      |
| 5    | Lando Norris    | 153   | =      |

| Pos. | Constructor      | Punts | Canvis |
| ---- | ---------------- | ----- | ------ |
| 1    | Mercedes         | 546.5 | =      |
| 2    | Red Bull-Honda   | 541.5 | =      |
| 3    | Ferrari          | 297.5 | =      |
| 4    | McLaren-Mercedes | 258   | =      |
| 5    | Alpine-Renault   | 137   | =      |